# 에인절노랑어깨박쥐
에인절노랑어깨박쥐(Sturnira angeli)는 주걱박쥐과(신세계잎코박쥐과)에 속하는 남아메리카 박쥐의 일종이다. 세인트키츠 네비스 세인트폴카피스테르구, 도미니카 연방, 윈드워드 제도, 서인도 제도의 토착종이다.